# BT-483
BT-483 (亦稱ATCC HTB-121) 是人類乳腺癌細胞系。每個BT-483細胞擁有72個染色體。經過吉姆薩胰蛋白酶帶的測試後，未顯示出有明顯的HeLa標記物，並且在放射免疫分析中，沒有檢測到α-乳清蛋白的產生，但是發現BT-483細胞高度表達着孕酮受體。有研究指出薑黃素對BT-483細胞具有呈時間和劑量依賴性的抗生長及增殖作用，並且發現CDK4及MMP1 mRNA在細胞內的表達降低。

## 外部連結
- Cellosaurus entry for BT-483（页面存档备份，存于）